# KwaZulu
KwaZulu, "Zulus land", var ett så kallat bantustan eller "hemland" i Sydafrika under apartheidtiden, bestående av tio åtskilda områden. I området levde det nästan enbart zuluer; 1989 bodde 3,8 miljoner av totalt 6,5 miljoner zuluer i Sydafrika i "hemlandet". Dess huvudstad var fram till 1980 Nongoma, och därefter Ulundi.
Området fick ett begränsat självstyre 1977, under ledning av Mangosuthu Buthelezi. Sedan apartheids avskaffande 1994 har det gått upp i provinsen KwaZulu-Natal.